# Nesoperla johnsi
Nesoperla johnsi är en bäcksländeart som beskrevs av Mclellan 1977. Nesoperla johnsi ingår i släktet Nesoperla och familjen Gripopterygidae. Inga underarter finns listade i Catalogue of Life.